# Ansaldo A.1 Balilla
Pour les articles homonymes, voir Ansaldo (homonymie) et Balilla.
L'Ansaldo A.1 Balilla est le seul avion de chasse conçu et produit en Italie durant la Première Guerre mondiale. Il arriva trop tard pour voir de véritable action, mais il fut ensuite utilisé lors de la guerre soviéto-polonaise par les deux camps.

## Opérateurs

### Argentine
- Fuerza Aérea Argentina

### Royaume de Belgique
- composante air

### Royaume d'Italie 1861-1946
- Corpo Aeronautico Militare

### Royaume de Grèce
- marine de guerre hellénique
- Service aérien de la marine de guerre hellénique

### Lettonie
- Latvijas Gaisa spēki

### Deuxième République de Pologne
- Siły Powietrzne Rzeczypospolitej Polskiej

### URSS 1923-1955
- VVS

### Mexique (1916-1934)
- Fuerza Aérea Mexicana

### Uruguay
- Fuerza Aérea Uruguaya